# Trzemeszno Lubuskie
Trzemeszno Lubuskie (hist. pol. Czarnomyśl lub Szaromyśl, niem. Schermeisel) – wieś w Polsce położona w województwie lubuskim, w powiecie sulęcińskim, w gminie Sulęcin. Od 1804 do 30 czerwca 1870 miasto. W latach 1975–1998 miejscowość administracyjnie należała do województwa gorzowskiego.

## Położenie
Trzemeszno leży przy drodze z Słubic do Międzyrzecza oraz przy linii kolejowej Rzepin – Międzyrzecz, przy której znajduje się też przystanek kolejowy Trzemeszno Lubuskie. Miejscowość leży wśród lasów Puszczy Rzepińskiej.

## Historia
Od ostatecznego ustalenia się granicy między Wielkopolską a Brandenburgią w XIV w. wieś stanowiła aż po rok 1793 najbardziej na zachód wysunięty punkt Królestwa Polskiego, a następnie całej Rzeczypospolitej Obojga Narodów. Wskutek II rozbioru Rzeczypospolitej wieś weszła w skład Prus, a od 1871 roku Niemiec. W latach 1804–1870 miejscowość posiadała prawa miejskie, w XIX w. funkcjonowała tu kopalnia ałunu.
W 1945 r. wieś ponownie znalazła się w granicach Polski a niemiecka ludność została wysiedlona.

## Zabytki
- Kościół pw. Matki Bożej Królowej Polski, neogotycki z XIX wieku. W kościele znajduje się figura (rzeźba) Matka Boska z Dzieciątkiem z groty koło kościoła Wniebowzięcia Najświętszej Marii Panny w Buczaczu[6].

inne zabytki:
- Cmentarz żydowski.

## Sport
We wsi swoją siedzibę ma piłkarski Klub Sportowy „Znicz” Trzemeszno Lubuskie, który w 2015 roku występował w A-klasie.